# Gutui
Gutuiul (Cydonia oblonga), unicul membru din genul Cydonia, este un arbore de mărime medie, originar din regiunea Caucazului, în sud-vestul cald al Asiei. Este un arbore fructifer înrudit cu mărul și părul. Este cunoscut din antichitate, fructele sale fiind folosite în gastronomie sau în medicina populară, alături de semințe și frunze.

## Descriere
În stare naturală, gutuiul atinge înălțimi medii de 3-4,5 m (cu extreme între 1,5–6 m) și are un aspect robust și rustic de tufă cu mai multe tulpini, ce pornesc de la baza coletului. Coaja tulpinilor este sensibilă și poate fi afectată chiar și de lovituri superficiale. Rădăcinile nu se dezvoltă mult în adâncime, fiind dispuse în stratul superficial al solului.
Coroana este deasă și are formă neregulată. Frunzele sunt simple, cu marginea netedă, lat-ovalate, cu o lungime de 6–11 cm și suprafață tomentoasă (acoperită de peri moi, catifelați, de culoare albă). Mugurii sunt de asemenea tomentoși.
Înflorirea se produce târziu, după apariția frunzelor, în perioada aprilie-mai, florile nefiind astfel expuse înghețurilor timpurii de primăvară. Sunt flori mari, solitare, albe sau roz, cu cinci petale.
Fructul său, numit gutuie, este o bacă falsă, acoperită de un puf cafeniu. Gutuile coapte au culoare galbenă. Ating dimensiuni de 7–12 cm lungime și 6–9 cm lățime. Sunt tari și aromatice, cu pulpa astringentă. Își mențin consistența fermă, aroma și aciditatea, chiar și după fierbere. Au un conținut ridicat de pectine, care le conferă un grad mare de gelificare. Se păstrează bine timp îndelungat.

## Utilizare culinară și medicinală
Gutuia poate fi mâncată ca atare atunci când este coaptă, sau poate fi mâncată cu zahăr. Este folosită la marmelade și compot sau poate fi coaptă în cuptor. Puternica ei aromă o face să fie un bun complement pentru unele prăjituri. Conținutul ei nutritiv este mic, având totuși vitamine și minerale: potasiu și vitamina C. Conține importante cantități de fibră, are proprietăți dezinfectante și favorizează eliminarea acidului uric. Ceaiul din frunze uscate este adjuvant în caz de insuficiență cardiacă și în bolile de ficat.
Conținutul la 100 g:
- Calorii 25,2 g
- Hidrați de carbon 6,3 g
- Fibre 6,4 g
- Calciu 14 mg
- Magneziu 6 mg
- Potasiu 200 mg
- Vitamina C 18 mg

## Istoric
Cultivarea gutuiului poate fi anterioară mărului, și este posibil ca mărul citat în Cântarea Cântarilor să fi fost în realitate un gutui. Vechii greci ofereau gutui la nunți, ritual care a venit din Orient împreună zeița Afrodita. Plutarh relatează ca miresele în Grecia mușcau dintr-o gutuie pentru a parfuma sărutul înainte de a intra în camera nupțială " ca primul sărut să nu fie dezagreabil" ("Întrebări romane" 3.65). Era o gutuie premiul pe care Paris l-a dat Afroditei. Cel mai bun tip de gutui venea din regiunea Cydonia, pe coasta nord-estică a insulei Creta, fruct cunoscut de greci ca "Mela kudonia" sau " măr de Cydonia" de unde provine de asemenea și numele ei științific.

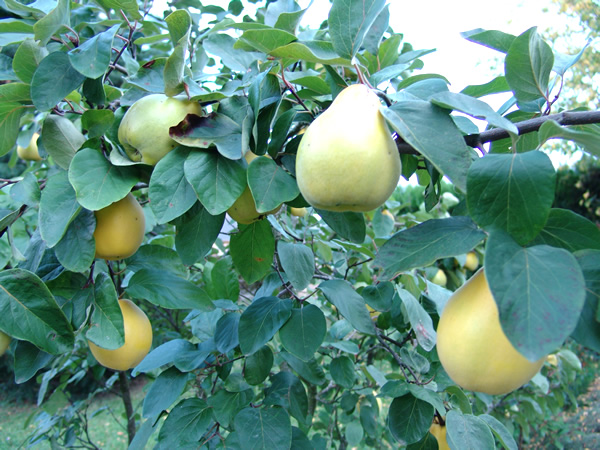
frunze și fructele gutuiului

Romanii de asemenea foloseau gutui; cartea de bucătărie romană a lui Apicio ne dă rețete pentru a găti gutuia cu miere și o combină spre surpriza noastră chiar și cu Praz (Allium ampeloprasum var. porrum). Plinius menționează un tip numit gutuie de Mulvian, care se putea mânca crudă. Columella menționează trei tipuri, una dintre ele "mărul de aur" - care era probabil fructul paradisului citat în Grădina Hesperidelor- a dat nume tomatelor italiene (pomodoro).

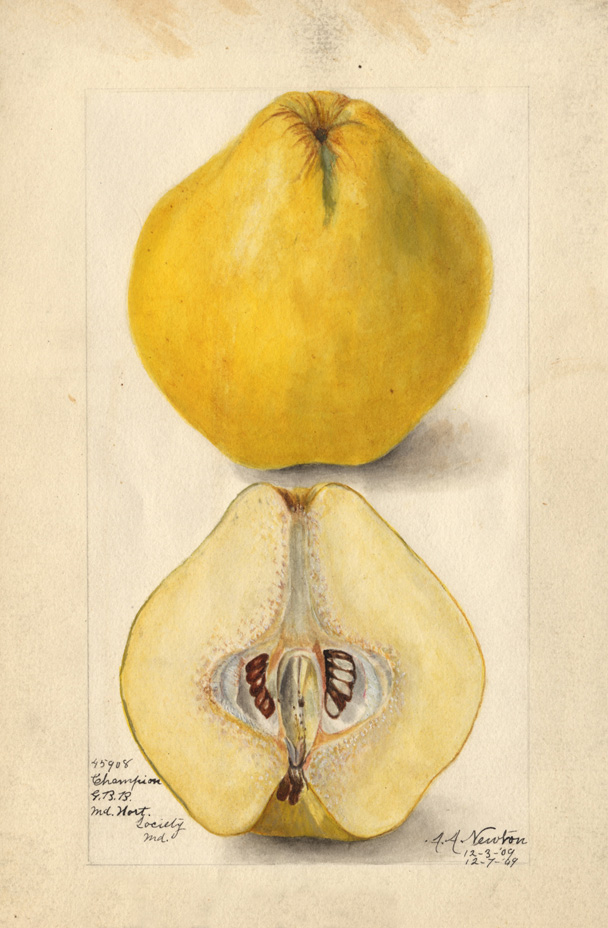
Gutuia

Gutuiul este cultivat în zonele centrale și de sud, unde verile sunt suficient de calde pentru ca coacerea să fie bună. Nu sunt culturi de mare cantitate; în general unu sau doi arbori într-o grădină sau livadă. Carol cel Mare a dat ordin să se planteze gutui în livezi mari.
Gutuiul este menționat pentru prima dată într-un text englezesc la sfârșitul secolului XIII, totuși Anglia nu este o zonă foarte propice, datorită temperaturilor mici ale verii care împiedică gutuia să se coacă în totalitate. De asemenea au fost duse în Lumea Nouă, dar sunt rare în America de Nord, datorită unei boli cauzată de bacteria Erwinia amylovora. Se cultivă mult în Argentina, Uruguay, Balcani, Spania și în bazinul Mediteranei. Aproape toate gutuile din magazinele Americii de Nord provin din Argentina.

## Specii înrudite
Există patru specii înrudite cu Cydonia, clasificate în alte genuri. Aceste specii sunt gutuiul chinezesc (Pseudocydonia sinensis), originar din China, și trei gutui ornamentali, originari din Asia, care au fost incluși în genul Chaenomeles.

## Cultura gutuiului

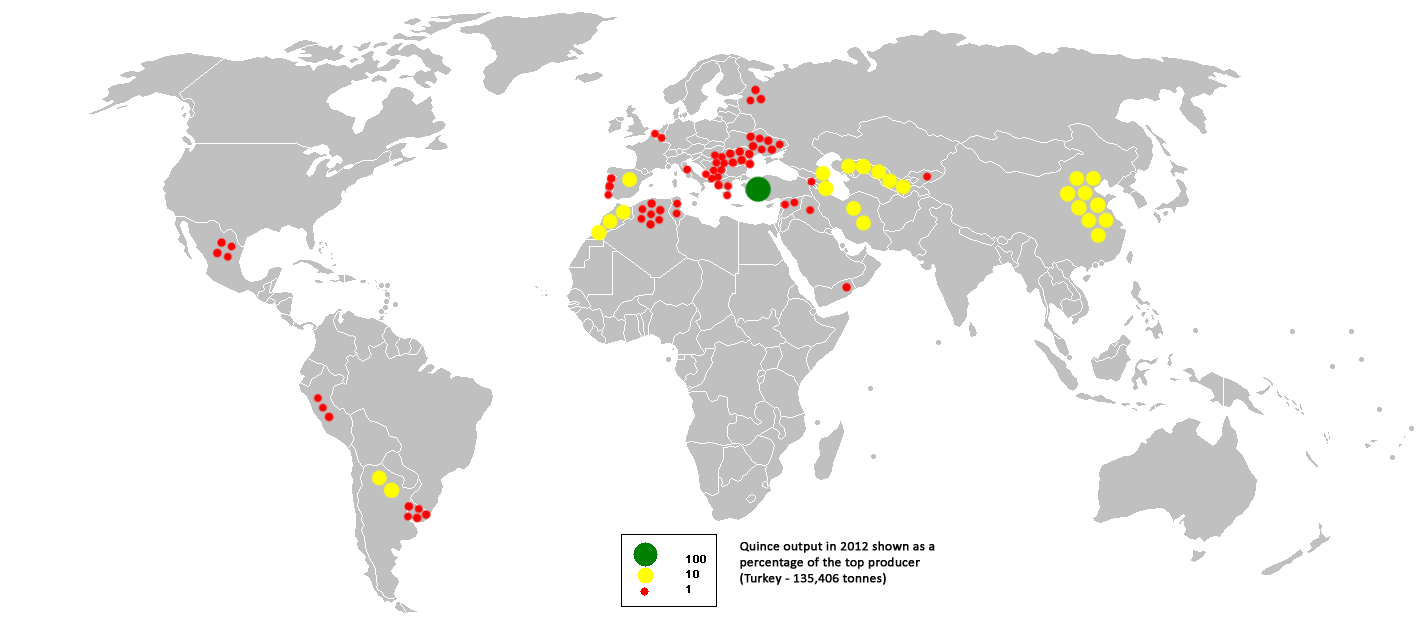
Producția de gutui 2012

| Producția în tone 2003-2004 Date de FAOSTAT (FAO) |        |       |        |       |
| Turcia                                            | 105000 | 27 %  | 105000 | 28 %  |
| China                                             | 90000  | 24 %  | 90000  | 24 %  |
| Maroc                                             | 28000  | 7 %   | 28000  | 7 %   |
| Argentina                                         | 26000  | 7 %   | 26000  | 7 %   |
| Iran                                              | 25000  | 7 %   | 25000  | 7 %   |
| Peru                                              | 5200   | 6 %   | 52000  | 6 %   |
| Serbia și Muntenegru                              | 10400  | 3 %   | 10400  | 3 %   |
| Uruguay                                           | 9500   | 2 %   | 9500   | 2 %   |
| Chile                                             | 4250   | 1 %   | 4250   | 1 %   |
| Alte Țări                                         | 87962  | 22 %  | 87485  | 23 %  |
| Total                                             | 381862 | 100 % | 381385 | 100 % |

| Producția în tone - 2011                                        | Producția în tone - 2011 |
| Țara                                                            | Tone                     |
| --------------------------------------------------------------- | ------------------------ |
| Turcia                                                          | 127.767                  |
| China                                                           | 120.000                  |
| Uzbekistan                                                      | 73.000                   |
| Maroc                                                           | 45.556                   |
| Iran                                                            | 35.430                   |
| Argentina                                                       | 26.864                   |
| Azerbaidjan                                                     | 23.924                   |
| Spania                                                          | 14.000                   |
| Serbia                                                          | 13.955                   |
| Algeria                                                         | 13.500                   |
| Total în lume                                                   | 575.924                  |
| Sursa: UN FAOSTAT Arhivat în 19 iunie 2012, la Wayback Machine. |                          |

## Galerie de imagini

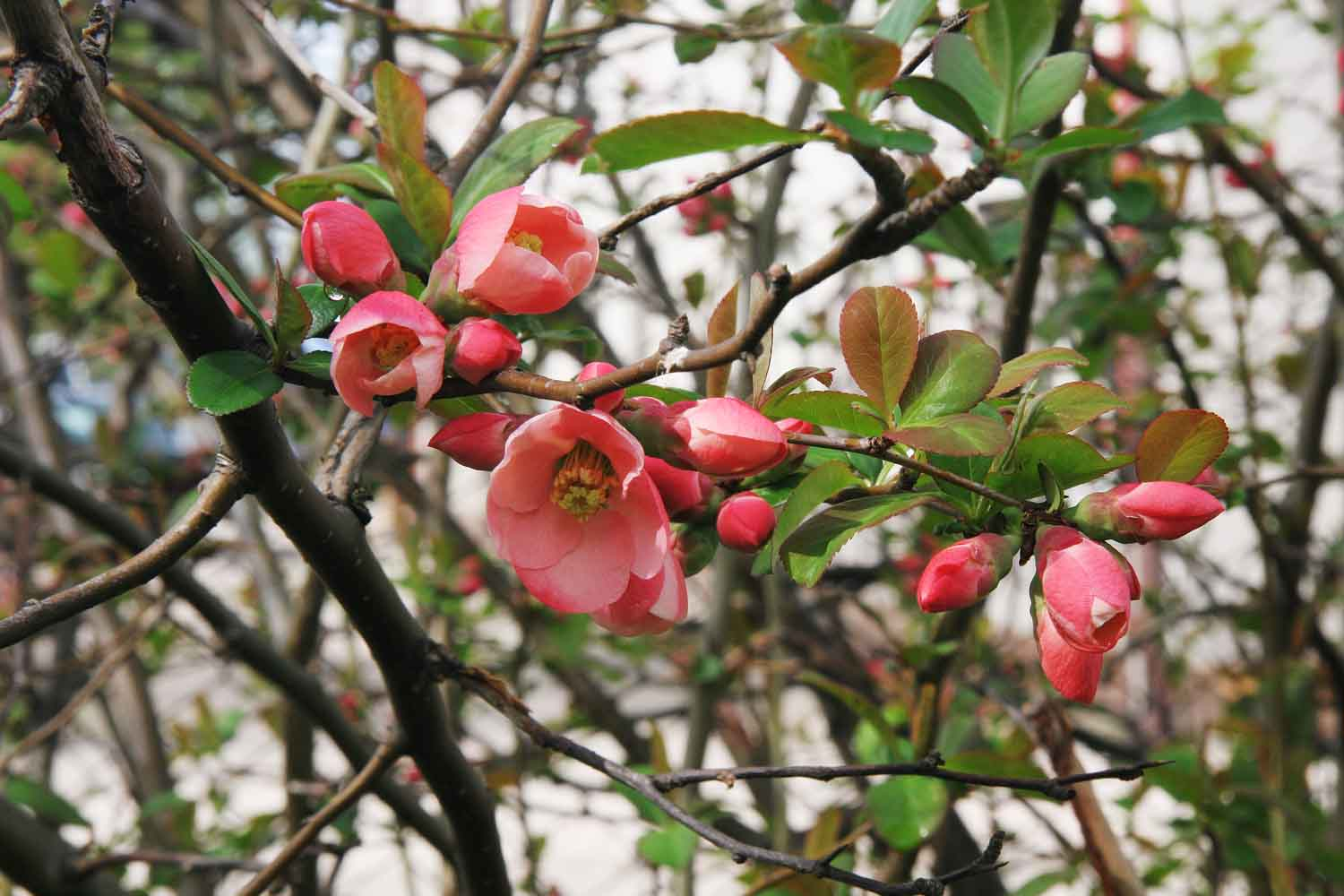
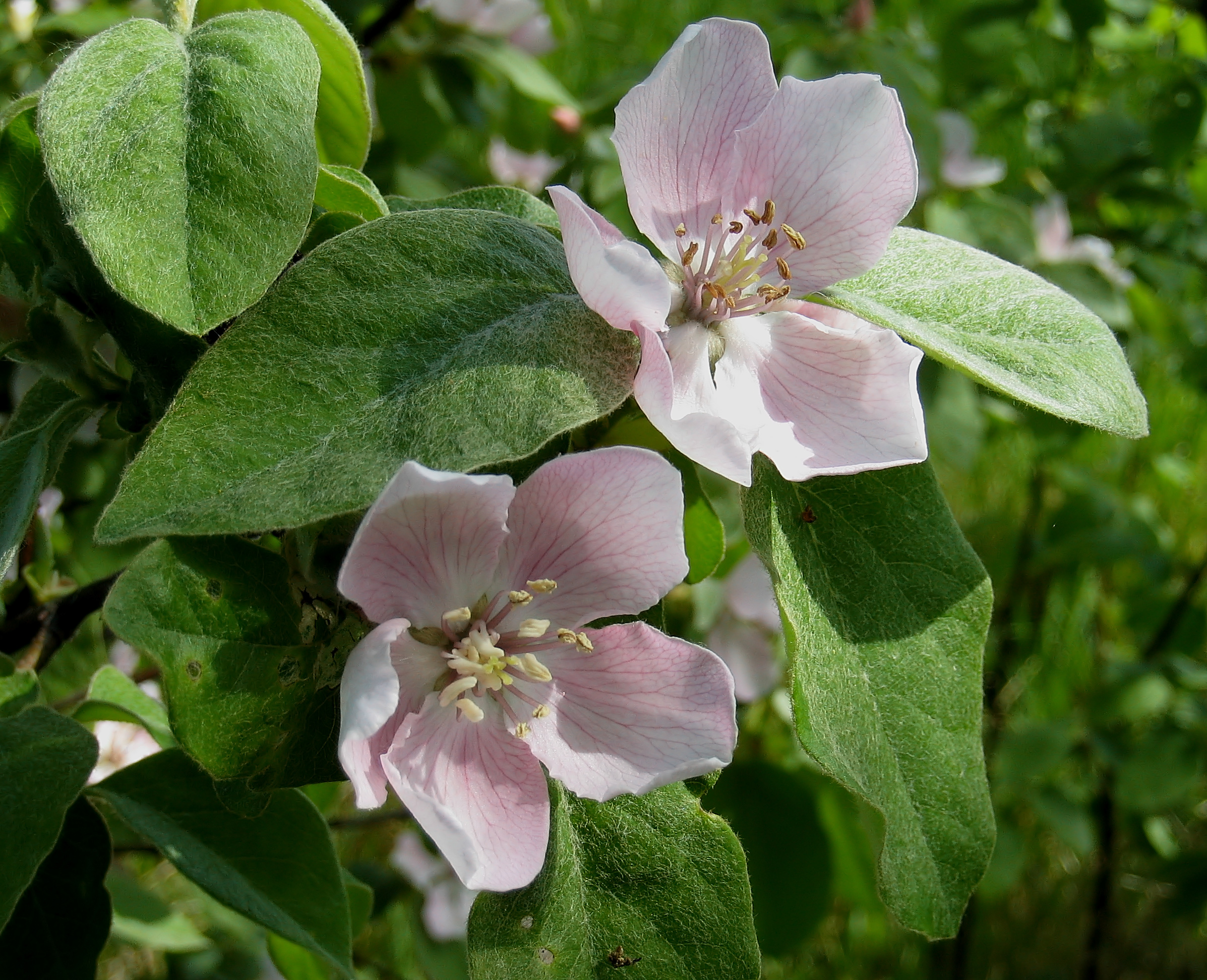
Ramură cu flori roz
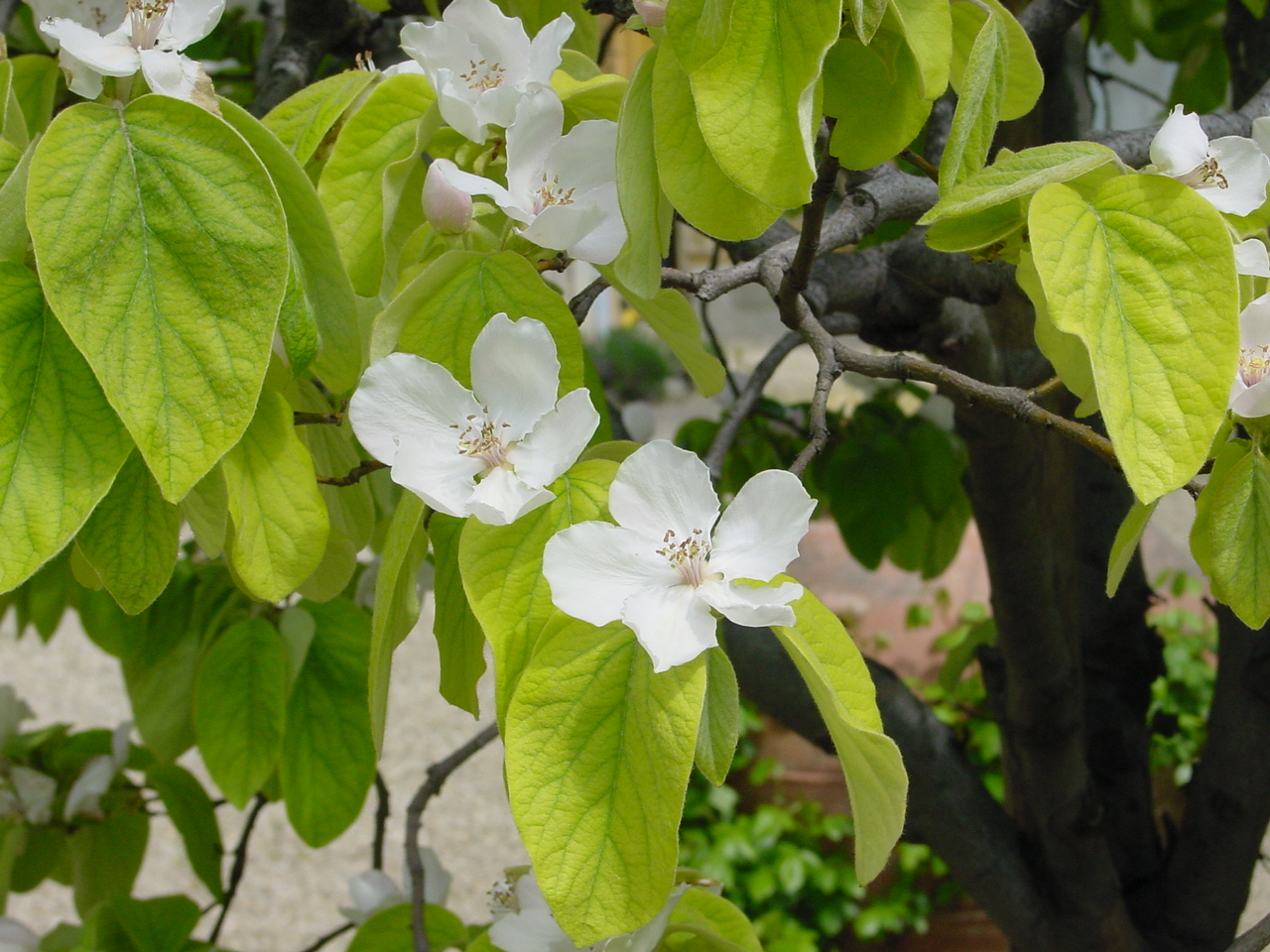
Ramură cu flori albe
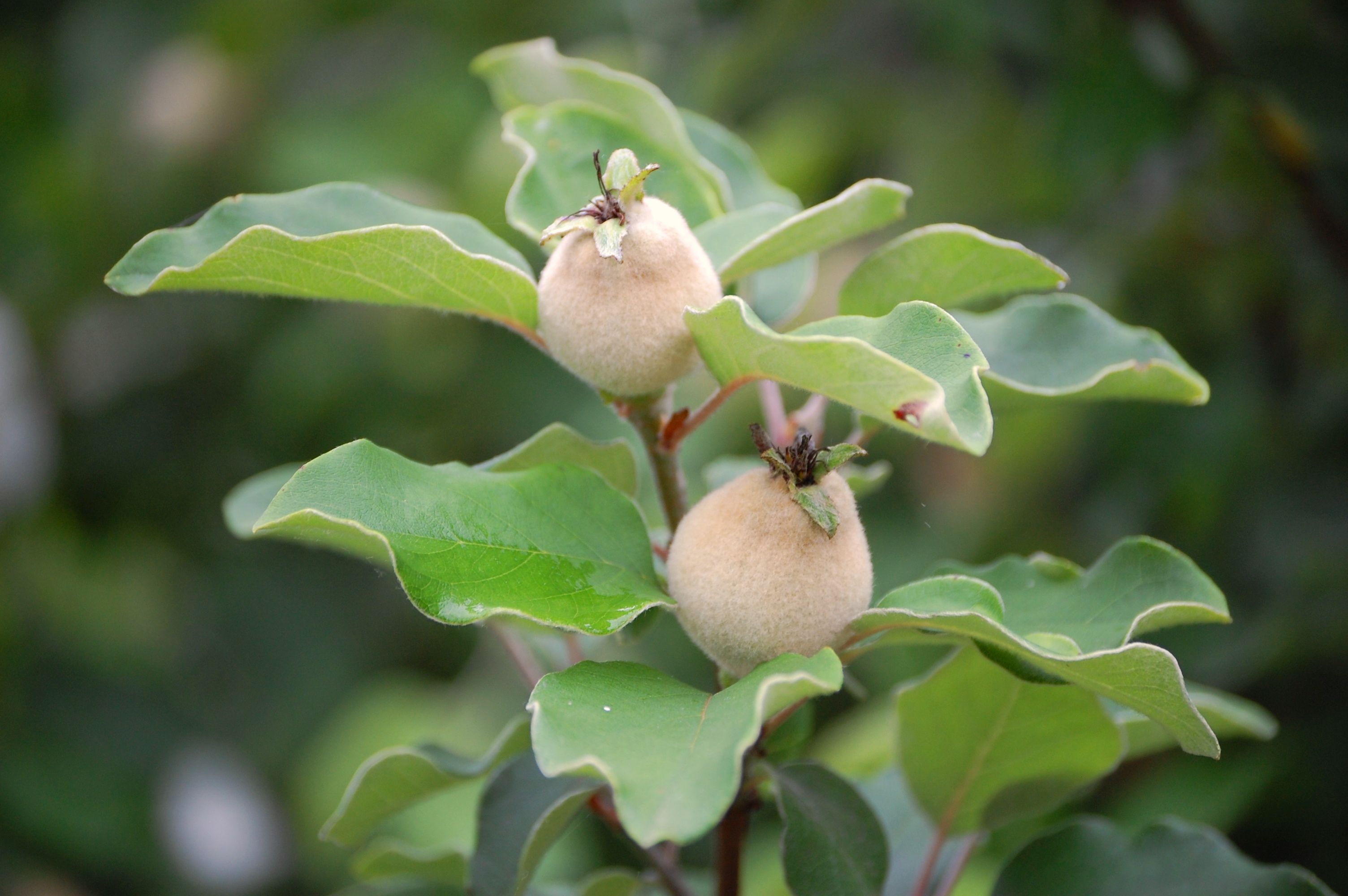
Ramură cu fructe crude
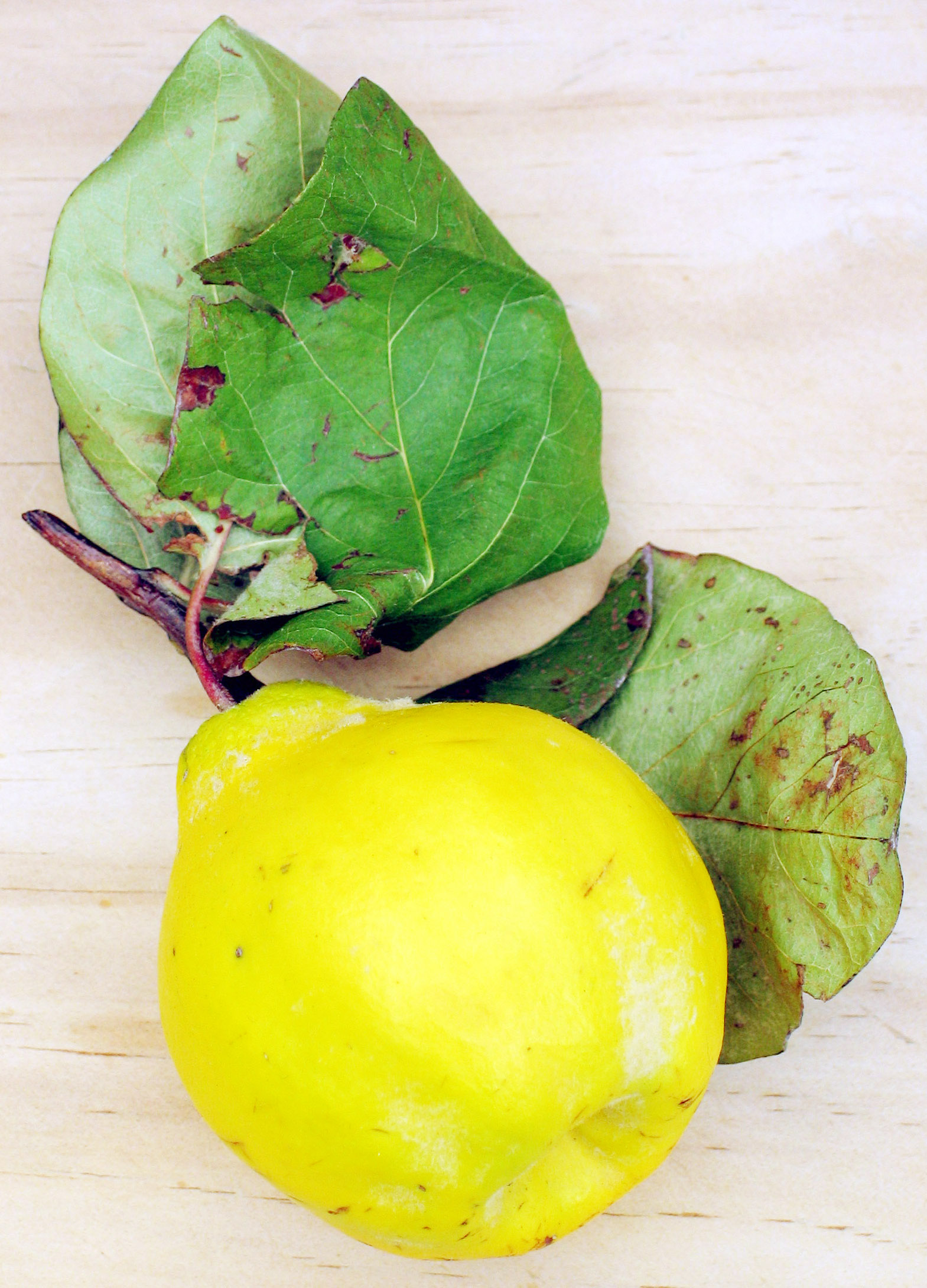
Gutuie coaptă